# Reguliere kanunnik

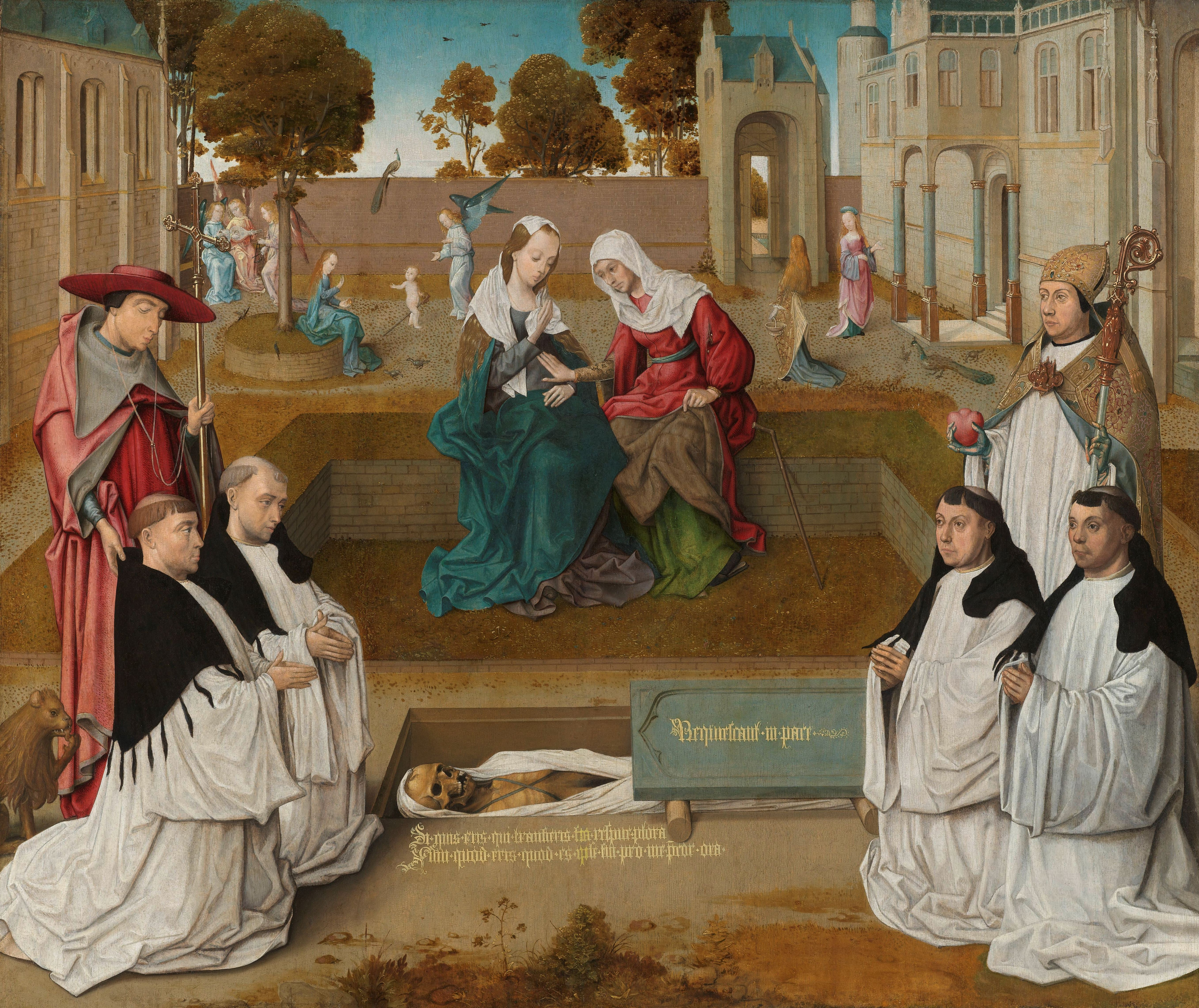
Vier kanunniken met de heiligen Augustinus en Hieronymus bij een open graf met de Visitatie, Meester van de Spes Nostra

Een reguliere kanunnik is een kanunnik die deel uitmaakt van een reguliere samenleving, dat wil zeggen van een kloostergemeenschap die deze titel heeft aangenomen. Naast reguliere kanunniken zijn er seculiere kanunniken, die seculier, dus niet in een klooster, leven.

## Ontstaan
Vanaf de 12e eeuw bestonden er reguliere kanunniken die in een klooster (regulier) samenleefden en van wie de orden zich tot heden hebben bestendigd. Ze leggen de drie kloostergeloften af van gehoorzaamheid, armoede en zuiverheid, en leven in gemeenschap volgens een bepaalde orderegel, meestal de Regel van Augustinus. Zij zijn gegroepeerd in verschillende orden en congregaties. De premonstratenzers (ook norbertijnen of witheren genaamd) en de kruisheren vormen een dergelijke orde.
Talrijke kanunnikengemeenschappen, die verplicht waren de canons of de kerkelijke rechtsbepalingen na te leven, volgden een voorgeschreven apostolische levenswijze, in navolging van het gemeenschappelijk leven dat door Augustinus werd vooropgesteld. Na verloop van tijd gingen deze gemeenschappen over tot het strikt navolgen van een regel en het afleggen van de drie geloften, zodat zij, om het onderscheid te maken met de gemeenschappen van seculiere kanunniken die dit stadium niet nastreefden, reguliere kanunniken werden genoemd. De vrouwelijke religieuzen die overgingen tot het navolgen van de regel van Augustinus, heetten reguliere kanunnikessen.

## De orden van reguliere kanunniken
Net als cisterciënzers of benedictijnen zijn de orden die volgens de Regel van Augustinus leven kloosterorden. Hieraan doet het feit niets af dat de regel van Augustinus op verschillende manieren kan worden geïnterpreteerd, alleen al omdat er vijf teksten zijn die men elk aanduidt met de term Regel van Augustinus, waaronder een brief in een versie voor vrouwelijke en een voor mannelijke religieuzen. Juist daarom is het ook begrijpelijk dat niet in alle kloosters van reguliere kanunniken en kanunnikessen een identieke regel werd nagevolgd.